# Johan Vonlanthen
Johan Vonlanthen (ur. 1 lutego 1986 w Santa Marta) – szwajcarski piłkarz, były napastnik reprezentacji Szwajcarii. Vonlanthen grał w takich klubach jak: PSV Eindhoven, NAC Breda, Brescii, Red Bullu Salzburg, FC Zürich i Itagüí FC. 21 czerwca 2004 zdobywając bramkę w meczu z Francją podczas Euro 2004, został najmłodszym strzelcem gola w historii Mistrzostw Europy. W maju 2012 Johan ogłosił zakończenie piłkarskiej kariery ze względu na ciężką kontuzję kolana, która uniemożliwiała grę na wysokim poziomie. Przed sezonem 2013−14 postanowił jednak wznowić karierę i podpisał umowę z Grasshopper Club Zürich. Następnie grał w FC Schaffhausen i Servette FC. W 2016 trafił do FC Wil. W 2018 roku zakończył karierę.